# Kim Hyeon-seok
Dans ce nom coréen, le nom de famille, Kim, précède le nom personnel.
Ne doit pas être confondu avec Kim Hyun-seok.
Kim Hyeon-seok est un réalisateur, scénariste, producteur et acteur coréen, né le 7 juin 1972.

## Biographie
Né en 1972, Kim Hyeon-seok étudie à l'université Yonsei à Séoul et est diplômé en cinéma et audiovisuel à Graduate School of Advanced Imaging Science, Multimedia et Film de l'université Chung-Ang.

## Filmographie

### En tant que réalisateur
- 1998 : The Steel Force  (철인 사천왕)
- 2002 : YMCA Baseball Team  (YMCA 야구단)
- 2005 : When Romance Meets Destiny (광식이 동생 광태)
- 2007 : Scout (스카우트)
- 2010 : Cyrano Agency (시라노;연애조작단)
- 2013 : AM 11:00 (열한시)
- 2017 : I Can Speak (아이 캔 스피크)

### En tant que scénariste
- 1995 : A Good Day to Fall in Love (사랑하기 좋은 날) de Kwon Chil-in
- 1998 : If the Sun Rose in the West (해가 서쪽에서 뜬다면) de Kim Sang-woo
- 2001 : Joint Security Area (공동경비구역 JSA) de Park Chan-wook
- 2002 : YMCA Baseball Team  (YMCA 야구단)
- 2005 : When Romance Meets Destiny (광식이 동생 광태) de lui-même
- 2007 : Scout (스카우트) de lui-même
- 2010 : Cyrano Agency (시라노;연애조작단) de lui-même

### En tant qu'acteur
- 2000 : L'Île (섬) de Kim Ki-duk
- 2003 : Friend (친구) de Kwak Gyeong-taek
- 2004 : Superstar Mr. Gam (슈퍼스타 감사용) de Kim Jong-hyeon : (caméo)

### En tant que producteur
- 2007 : Scout (스카우트) de lui-même

## Distinctions

### Récompense
- Fukuoka Asian Film Festival 2003 : Grand prix (YMCA Baseball Team)

### Nomination
- Baek Sang Art Awards 2011 : Meilleur scénario (Cyrano Agency)